# NGC 1029
NGC 1029 ist eine Linsenförmige Galaxie vom Hubble-Typ S0/a im Sternbild Widder nördlich der Ekliptik. Sie ist schätzungsweise 164 Millionen Lichtjahre von der Milchstraße entfernt und hat einen Durchmesser von etwa 55.000 Lichtjahren. Vom Sonnensystem aus entfernt sich die Galaxie mit einer errechneten Radialgeschwindigkeit von näherungsweise 3.600 Kilometern pro Sekunde.
Gemeinsam mit NGC 990 und NGC 1028 bildet sie die kleine Lyons Groups of Galaxies LGG 69 und mit NGC 1024 und NGC 1028 das optische Galaxientrio KTG 9.
Das Objekt wurde am 1. Oktober 1864 von Albert Marth entdeckt.

## Galaktisches Umfeld
| Nr. | Galaxie          | Alternativname          | Rek           | Dek           | Distanz/asec |
| --- | ---------------- | ----------------------- | ------------- | ------------- | ------------ |
| →   | NGC 1029         | LEDA/PGC 10078          | 02h39m36.54s  | +10d47m36.0s  | 0            |
| 1   | LEDA/PGC 1383950 | 2MASX J02393220+1045041 | 02h39m32.19s  | +10d45m04.3s  | 163.70       |
| 2   | NGC 1028         | LEDA/PGC 10068          | 02h39m37.15s  | +10d50m37.2s  | 181.83       |
| 3   | LEDA/PGC 1383737 | 2MASX J02393606+1044091 | 02h39m36.094s | +10d44m09.04s | 206.85       |
| 4   | LEDA/PGC 1384047 | 2MASX J02392466+1045321 | 02h39m24.66s  | +10d45m32.1s  | 214.16       |
| 5   | NGC 1024         | LEDA/PGC 10048          | 02h39m11.96s  | +10d50m48.6s  | 410.19       |
| 6   | LEDA/PGC 1382834 | 2MASX J02394177+1040121 | 02h39m41.79s  | +10d40m12.4s  | 449.46       |
| 7   | LEDA/PGC 1383494 | 2MASX J02390253+1043015 | 02h39m02.55s  | +10d43m01.2s  | 571.39       |
| 8   | LEDA/PGC 1383818 | 2MASX J02385724+1044314 | 02h38m57.25s  | +10d44m31.4s  | 608.37       |
| 9   | LEDA/PGC 1386658 | 2MASX J02390761+1056265 | 02h39m07.59s  | +10d56m26.6s  | 681.93       |
| 10  | LEDA/PGC 90628   | 2MASX J02384244+1046185 | 02h38m42.48s  | +10d46m19.1s  | 800.71       |
| 11  | LEDA/PGC 1385855 | 2MASX J02384440+1052564 | 02h38m44.42s  | +10d52m56.6s  | 832.58       |
| 12  | LEDA/PGC 1384247 | 2MASX J02383851+1046165 | 02h38m38.50s  | +10d46m16.7s  | 858.78       |
| 13  | LEDA/PGC 87186   | LSBC F687-01            | 02h40m24.5s   | +10d56m44s    | 906.84       |